# Spjälkö
Spjälkö är en ort i Ronneby kommun.
Orten var en del av den av SCB definierade och namnsatta småorten Spjälkö och Saxemaranäs.
Spjälkö var från början en liten fiskeby men nu finns det ingen större fiskeverksamhet kvar.